# Salesville, Ohio
Salesville là một làng thuộc quận Guernsey, tiểu bang Ohio, Hoa Kỳ. Năm 2010, dân số của làng này là 129 người.